# Popis internetskih šahovskih poslužitelja
Popis najvažnijih internetskih šahovskih poslužitelja.
- Chess.com
- Lichess
- Chess24
- ChessCube
- Chess Live
- FIDE Online Arena
- Free Internet Chess Server (FICS)
- Internet Chess Club (ICC)
- Playchess.com
- SchemingMind
- World Chess Network
- Chesstempo